# Герб Василькова
Герб Василько́ва — офіційний символ міста Васильків, районного центру Київської області. Затверджений 15 квітня 1993. 

## Опис
Гербовий щит — чотирикутний із загостренням в середній нижній частині та заокругленими нижніми кутами, перетятий на синє та червоне поля. 
У верхній частині герба — герб Київської губернії, нижній — червоне поле з золотою церквою. 
Щит герба увінчаний міською брамою з п'ятьма баштами, що стилізована під корону. 
Герб затверджений 26 грудня 1852. За часів радянської влади цей герб був забутий. Герб був повернений місту, лише після відновлення незалежності України — рішенням IV сесії Міської ради Василькова XXI скликання від 15 квітня 1993.